# Edwardsia duodecemtentaculata
Edwardsia duodecemtentaculata is een zeeanemonensoort uit de familie Edwardsiidae. De anemoon komt uit het geslacht Edwardsia. Edwardsia duodecemtentaculata werd in 1931 voor het eerst wetenschappelijk beschreven door Carlgren. 